# Superliga de Turquía 2014-15
La Superliga 2014-15 (Spor Toto Süper Lig por razones de patrocinio) fue la 57.ª temporada de la Superliga de Turquía, la máxima categoría del fútbol profesional en Turquía. El campeón defensor fue el Fenerbahçe de Estambul. El campeón de la temporada fue el Galatasaray.

## Ascensos y descensos
Elazığspor, Antalyaspor y Kayserispor fueron relegados al final de la temporada 2013-14 después de terminar en los tres últimos lugares de la tabla de posiciones. Elazığspor estuvo en el nivel superior por 2 años, Antalyaspor y Kayserispor regresaron al segundo nivel después de 6 y 10 años, respectivamente. Los equipos descendidos fueron reemplazados por el campeón de la TFF Primera División İstanbul Başakşehir, el subcampeón Balıkesirspor y el ganador de la eliminatoria Mersin İdmanyurdu. Los tres clubes ascendidos volvieron a la máxima categoría después de 1, 38 y 1 año, respectivamente.
| Pos. | Descendidos de la Superliga de Turquía 2013/14 |
| ---- | ---------------------------------------------- |
| 16.º | Elazığspor                                     |
| 17.º | Antalyaspor                                    |
| 18.º | Kayserispor                                    |

| Pos.  | Ascendidos de la Bank Asya 1. lig 2013/14 |
| ----- | ----------------------------------------- |
| 1.º   | İstanbul Başakşehir                       |
| 2.º   | Balıkesirspor                             |
| Prom. | Mersin İdmanyurdu                         |

## Clubes
| Club                 | Ciudad     | Estadio                | Aforo  |
| -------------------- | ---------- | ---------------------- | ------ |
| Akhisar Belediyespor | Manisa     | Manisa 19 Mayis        | 16.597 |
| Balıkesirspor        | Balıkesir  | Balıkesir Atatürk      | 15.800 |
| Beşiktaş             | Estambul   | Atatürk Olimpiyat      | 76.092 |
| Bursaspor            | Bursa      | Bursa Atatürk          | 25.661 |
| Çaykur Rizespor      | Rize       | Yeni Rize Şehir        | 15.485 |
| Eskişehirspor        | Eskişehir  | Eskişehir Atatürk      | 13.520 |
| Fenerbahçe           | Estambul   | Şükrü Saracoğlu        | 50.509 |
| Galatasaray          | Estambul   | Türk Telekom Arena     | 52.652 |
| Gaziantepspor        | Gaziantep  | Gaziantep Kamil Ocak   | 16.981 |
| Gençlerbirliği       | Ankara     | Ankara 19 Mayis        | 19.209 |
| İstanbul Başakşehir  | Estambul   | Başakşehir Arena       | 17.800 |
| Karabükspor          | Karabük    | Dr. Necmettin Şeyhoğlu | 14.200 |
| Kasımpaşa            | Estambul   | Recep Tayyip Erdoğan   | 14.234 |
| Kayseri Erciyesspor  | Kayseri    | Estadio Kadir Has      | 32.864 |
| Konyaspor            | Konya      | Konya Arena            | 42.276 |
| Mersin İdmanyurdu    | Mersin     | Mersin Arena           | 25.534 |
| Sivasspor            | Sivas      | Sivas 4 Eylül          | 14.998 |
| Trabzonspor          | Trebisonda | Hüseyin Avni Aker      | 24.169 |

### Información de los equipos
| Equipo               | Entrenador      | Capitán        | Indumentaria | Patrocinador                                 |
| -------------------- | --------------- | -------------- | ------------ | -------------------------------------------- |
| Akhisar Belediyespor | Roberto Carlos  | Bilal Kısa     | Puma         | Köfteci Ramiz (local) Keskinoğlu (visitante) |
| Balıkesirspor        | Cihat Arslan    | Gökhan Ünal    | Lescon       | -                                            |
| Beşiktaş             | Slaven Bilić    | Tolga Zengin   | Adidas       | Vodafone                                     |
| Bursaspor            | Şenol Güneş     | Volkan Şen     | Puma         | -                                            |
| Çaykur Rizespor      | Hikmet Karaman  | Kıvanç Karakaş | Lotto        | Çaykur                                       |
| Eskişehirspor        | Michael Skibbe  | Sezgin Coşkun  | Nike         | ETİ                                          |
| Fenerbahçe           | İsmail Kartal   | Emre Belözoğlu | Adidas       | -                                            |
| Galatasaray          | Hamza Hamzaoğlu | Selçuk İnan    | Nike         | Huawei                                       |
| Gaziantepspor        | Okan Buruk      | Elyasa Süme    | Nike         | Türkiye Petrolleri                           |
| Gençlerbirliği       | Vacante         | Ramazan Köse   | Lotto        | ICK                                          |
| İstanbul Başakşehir  | Abdullah Avcı   | Rızvan Şahin   | Adidas       | Makro                                        |
| Karabükspor          | Yılmaz Vural    | Larrys Mabiala | Adidas       | Kardemir                                     |
| Kasımpaşa            | Önder Özen      | Ryan Donk      | Adidas       | Yesilay                                      |
| Kayseri Erciyesspor  | Fatih Tekke     | Necati Ateş    | Lescon       | Bekas                                        |
| Mersin İdmanyurdu    | Rıza Çalımbay   | Servet Çetin   | Nike         | Arbella Makarna                              |
| Sivasspor            | Sergen Yalçın   | Adem Koçak     | Adidas       | Marka Gida                                   |
| Torku Konyaspor      | Aykut Kocaman   | Hasan Kabze    | Hummel       | Torku                                        |
| Trabzonspor          | Ersun Yanal     | Onur Kıvrak    | Nike         | -                                            |

### Cambios de entrenadores
| Equipo               | Entrenador saliente | Motivo        | Fecha de salida          | Reemplazado por | Fecha de nombramiento    |
| -------------------- | ------------------- | ------------- | ------------------------ | --------------- | ------------------------ |
| Fenerbahçe           | Ersun Yanal         | Dimisión      | 9 de agosto de 2014      | İsmail Kartal   | 12 de agosto de 2014     |
| Gençlerbirliği       | Mustafa Kaplan      | Destituido    | 13 de septiembre de 2014 | İrfan Buz       | 24 de septiembre de 2014 |
| Torku Konyaspor      | Mesut Bakkal        | Destituido    | 25 de octubre de 2014    | Aykut Kocaman   | 28 de octubre de 2014    |
| Trabzonspor          | Vahid Halilhodžić   | Acuerdo mutuo | 8 de noviembre de 2014   | Ersun Yanal     | 12 de noviembre de 2014  |
| Balıkesirspor        | İsmail Ertekin      | Dimisión      | 24 de noviembre de 2014  | Kemal Özdeş     | 30 de noviembre de 2014  |
| Kayseri Erciyesspor  | Bülent Korkmaz      | Destituido    | 25 de noviembre de 2014  | Uğur Tütüneker  | 7 de diciembre de 2014   |
| Galatasaray          | Cesare Prandelli    | Destituido    | 27 de noviembre de 2014  | Hamza Hamzaoğlu | 1 de diciembre de 2014   |
| Çaykur Rizespor      | Mehmet Özdilek      | Destituido    | 7 de diciembre de 2014   | Hikmet Karaman  | 11 de diciembre de 2014  |
| Sivasspor            | Roberto Carlos      | Dimisión      | 21 de diciembre de 2014  | Sergen Yalçın   | 23 de diciembre de 2014  |
| Akhisar Belediyespor | Mustafa Reşit Akçay | Acuerdo mutuo | 29 de diciembre de 2014  | Roberto Carlos  | 11 de enero de 2015      |
| Eskişehirspor        | Ertuğrul Sağlam     | Dimisión      | 5 de enero de 2015       | Michael Skibbe  | 12 de enero de 2015      |
| Kayseri Erciyesspor  | Uğur Tütüneker      | Dimisión      | 8 de enero de 2015       | Mehmet Özdilek  | 10 de enero de 2015      |
| Gençlerbirliği       | İrfan Buz           | Destituido    | 17 de febrero de 2015    | Mesut Bakkal    | 17 de febrero de 2015    |
| Karabükspor          | Tolunay Kafkas      | Acuerdo mutuo | 23 de febrero de 2015    | Yılmaz Vural    | 24 de febrero de 2015    |
| Kasımpaşa            | Shota Arveladze     | Dimisión      | 13 de marzo de 2015      | Jan Wouters     | 24 de marzo de 2015      |
| Kayseri Erciyesspor  | Mehmet Özdilek      | Dimisión      | 24 de marzo de 2015      | Fatih Tekke     | 29 de marzo de 2015      |
| Kasımpaşa            | Jan Wouters         | Acuerdo mutuo | 14 de abril de 2015      | Önder Özen      | 14 de abril de 2015      |
| Balıkesirspor        | Kemal Özdeş         | Dimisión      | 26 de abril de 2015      | Cihat Arslan    | 27 de abril de 2015      |
| Gençlerbirliği       | Mesut Bakkal        | Dimisión      | 23 de mayo de 2015       | Mustafa Kaplan  | 23 de mayo de 2015       |

## Tabla de posiciones
Actualizado al final del torneo el 30 de mayo de 2015.
| --- | Pos. | Equipos              | PJ | PG | PE | PP | GF | GC | DIF | PTS |
| --- | ---- | -------------------- | -- | -- | -- | -- | -- | -- | --- | --- |
|     | 1.   | Galatasaray          | 34 | 24 | 5  | 5  | 60 | 35 | +25 | 77  |
|     | 2.   | Fenerbahçe           | 34 | 22 | 8  | 4  | 60 | 29 | +31 | 74  |
|     | 3.   | Beşiktaş             | 34 | 21 | 6  | 7  | 55 | 31 | +24 | 69  |
|     | 4.   | İstanbul Başakşehir  | 34 | 15 | 14 | 5  | 49 | 27 | +22 | 59  |
|     | 5.   | Trabzonspor          | 34 | 15 | 12 | 7  | 58 | 48 | +10 | 57  |
|     | 6.   | Bursaspor            | 34 | 16 | 9  | 9  | 69 | 44 | +25 | 57  |
|     | 7.   | Mersin İdmanyurdu    | 34 | 13 | 8  | 13 | 54 | 48 | +6  | 47  |
|     | 8.   | Konyaspor            | 34 | 12 | 10 | 12 | 29 | 39 | -10 | 46  |
|     | 9.   | Gençlerbirliği       | 34 | 10 | 10 | 14 | 46 | 44 | +2  | 40  |
|     | 10.  | Gaziantepspor        | 34 | 11 | 7  | 16 | 31 | 48 | -17 | 40  |
|     | 11.  | Eskişehirspor        | 34 | 9  | 12 | 13 | 45 | 52 | -7  | 39  |
|     | 12.  | Akhisar Belediyespor | 34 | 9  | 11 | 14 | 40 | 48 | -8  | 38  |
|     | 13.  | Kasımpaşa            | 34 | 9  | 10 | 15 | 56 | 73 | -17 | 37  |
|     | 14.  | Sivasspor            | 34 | 9  | 9  | 16 | 43 | 50 | -7  | 36  |
|     | 15.  | Çaykur Rizespor      | 34 | 9  | 9  | 16 | 38 | 54 | -16 | 36  |
|     | 16.  | Kardemir Karabükspor | 34 | 7  | 7  | 20 | 44 | 64 | -20 | 28  |
|     | 17.  | Kayseri Erciyesspor  | 34 | 5  | 12 | 17 | 43 | 62 | -19 | 27  |
|     | 18.  | Balıkesirspor        | 34 | 6  | 9  | 19 | 48 | 69 | -21 | 27  |

|  | Campeón y clasificado a la Liga de Campeones de la UEFA 2015-16 |
|  | Clasificado a la Liga de Campeones de la UEFA 2015-16           |
|  | Clasificado a la Liga Europa de la UEFA 2015-16                 |
|  | Descendido a la TFF Primera División 2015-16                    |

## Estadísticas
| Pos. | Jugador           | Equipo          | Goles |
| ---- | ----------------- | --------------- | ----- |
| 1°   | Fernandão         | Bursaspor       | 22    |
| 2°   | Demba Ba          | Beşiktaş        | 18    |
| 2°   | Óscar Cardozo     | Trabzonspor     | 17    |
| 4°   | Burak Yılmaz      | Galatasaray     | 16    |
| 5°   | Moussa Sow        | Fenerbahçe      | 14    |
| 6°   | Cédric Bakambu    | Bursaspor       | 13    |
| 6°   | Aatif Chahechouhe | Sivasspor       | 13    |
| 6°   | Ezequiel Scarione | Kasimpasa       | 13    |
| 9°   | Theofanis Gekas   | Akhisar Bld.    | 12    |
| 9°   | Leonard Kweuke    | Çaykur Rizespor | 12    |
| 9°   | Volkan Şen        | Bursaspor       | 12    |

| Pos. | Jugador       | Equipo          | Asistencias |
| ---- | ------------- | --------------- | ----------- |
| 1°   | Mehmet Ekici  | Trabzonspor     | 10          |
| 2°   | Eren Albayrak | Çaykur Rizespor | 9           |
| 2°   | Tunay Torun   | Kasımpaşa       | 9           |
| 2°   | Cicinho       | Sivasspor       | 9           |

## TFF Primera División
La TFF Primera División es la segunda categoría del fútbol en Turquía. En la edición 2014-15, los clubes Kayserispor y Osmanlispor consiguieron el ascenso automáticamente, mientras los equipos clasificados entre el tercer y sexto puesto disputan los play-offs para determinar un tercer ascenso a la máxima categoría.
El Antalyaspor se impuso en los play-offs obteniendo el tercer ascenso a la Superliga.
| --- | Pos. | Equipos         | PJ | PG | PE | PP | GF | GC | DIF | PTS |
| --- | ---- | --------------- | -- | -- | -- | -- | -- | -- | --- | --- |
|     | 1.   | Kayserispor     | 34 | 21 | 9  | 4  | 61 | 24 | +37 | 72  |
|     | 2.   | Osmanlispor     | 34 | 18 | 12 | 4  | 64 | 29 | +35 | 66  |
|     | 3.   | Alanyaspor      | 34 | 17 | 6  | 11 | 55 | 48 | +7  | 57  |
|     | 4.   | Adana Demirspor | 34 | 16 | 8  | 10 | 57 | 48 | +9  | 56  |
|     | 5.   | Antalyaspor     | 34 | 15 | 10 | 9  | 56 | 43 | +13 | 55  |
|     | 6.   | Samsunspor      | 34 | 15 | 13 | 6  | 48 | 30 | +18 | 55  |
|     | 7.   | Altınordu       | 34 | 15 | 9  | 10 | 60 | 39 | +21 | 54  |
|     | 8.   | Şanlıurfaspor   | 34 | 13 | 13 | 8  | 41 | 29 | +12 | 52  |
|     | 9.   | Karşıyaka       | 34 | 13 | 6  | 15 | 49 | 57 | -8  | 45  |
|     | 10.  | Boluspor        | 34 | 11 | 11 | 12 | 47 | 40 | +7  | 44  |
|     | 11.  | Giresunspor     | 34 | 9  | 17 | 8  | 31 | 36 | -5  | 44  |
|     | 12.  | Elazığspor      | 34 | 11 | 9  | 14 | 42 | 45 | -3  | 42  |
|     | 13.  | Gaziantep BB    | 34 | 10 | 11 | 13 | 38 | 47 | -9  | 41  |
|     | 14.  | Adanaspor       | 34 | 10 | 9  | 15 | 42 | 54 | -12 | 39  |
|     | 15.  | Denizlispor     | 34 | 8  | 9  | 17 | 38 | 51 | -13 | 33  |
|     | 16.  | Manisaspor      | 34 | 10 | 3  | 21 | 42 | 60 | -18 | 33  |
|     | 17.  | Bucaspor        | 34 | 7  | 11 | 16 | 39 | 67 | -28 | 32  |
|     | 18.  | Orduspor        | 34 | 3  | 2  | 29 | 19 | 90 | -71 | 11  |